# Asahi Sasaki
Pour les articles homonymes, voir Sasaki.
Asahi Sasaki (佐々木 旭, Sasaki Asahi), né le 26 janvier 2000 à Kawagoe au Japon, est un footballeur japonais. Il évolue au poste d'arrière gauche au Kawasaki Frontale.

## Biographie

### En club
Né à Kawagoe dans la préfecture de Saitama au Japon, Asahi Sasaki commence le football dans un club de sa ville natale jusqu'au collège. Il aspire à intégrer le lycée Shizuoka Gakuen mais échoue à la sélection et prend finalement la direction du lycée Saitama Heisei. Il rejoint ensuite l'université Ryutsu Keizai, comme a pu le faire d'autres joueurs devenus professionnels comme Hidemasa Morita. Formé au poste de milieu offensif, il se révèle en étant repositionné arrière gauche, alors qu'il est droitier. Il se distingue en 2021 en étant élu MVP de la Ligue de football des Universités du Kantō.
En mars 2021 Kawasaki Frontale annonce le recrutement de Asahi Sasaki, le latéral rejoint le club professionnel à partir de janvier 2022.
Il joue son premier match en professionnel le 23 février 2022, à l'occasion de la neuvième journée de la saison 2022, de J. League 1 face au Yokohama F. Marinos. Il entre en jeu à la place de Kyohei Noborizato et son équipe est battue par quatre buts à deux. Sasaki se fait remarquer dès son deuxième match en marquant son premier but, le 26 février 2022, contre le Kashima Antlers en championnat. Titularisé cette fois, il participe à la victoire de son équipe par deux buts à zéro.
Sasaki participe à la finale de la Ligue des champions Élite de l'AFC 2024-2025 en étant titulaire le 3 mai 2025, face au Al-Ahli FC. Son équipe est toutefois battue par deux buts à zéro.